# جون ديسانتس
جون ديسانتس هو ممثل كندي، ولد في القرن 20 في نانيامو إي في كندا.

## أعمال

### أفلام
- (1999) المحارب الثالث عشر[3]
- (2003)  الجانب البعيد عن الوطن[4]
- (2010)  أيام الظلام[5]
- (2014) الابن السابع

### مسلسلات
- كان ياما كان

## وصلات خارجية
- جون ديسانتس على موقع IMDb (الإنجليزية)
- جون ديسانتس على موقع ألو سيني (الفرنسية)
- جون ديسانتس على موقع قاعدة بيانات الأفلام السويدية (السويدية)
- جون ديسانتس على موقع قاعدة بيانات الفيلم (الإنجليزية)
- جون ديسانتس على موقع كينوبويسك (الروسية)